# 陳亨 (明朝進士)
陈亨，字謙夫，號蓮石，福建侯官縣（今福建福州）人，明朝政治人物。崇禎庚辰進士。

## 生平
崇禎十三年（1640年）庚辰科進士。崇禎十五年（1642年）接替方岳贡任松江府知府。李自成大軍犯北京，陈亨率軍入援。明亡，隱居福州柳橋，矮屋一椽而終老。

## 家族
祖父陳一元，萬曆進士，官至應天府丞。